# Provincia de Río de Oro
La provincia de Río de Oro (en árabe: إقليم وادي الذهب - Oued Ed-Dahab) es una de las provincias creadas por Marruecos, parte de la región de Dajla-Río de Oro. Se encuentra en el territorio no autónomo ocupado y en disputa del Sáhara Occidental. Su capital es la ciudad de Dajla.
Tiene una superficie de 76 948 kilómetros cuadrados y 126 765 habitantes censados en 2014.

## División administrativa
La provincia de Río de Oro consta de un municipio y seis comunas:

### Municipios
- Dajla

### Comunas
- Bir Enzarán
- Gleibat El Foula
- Miyec
- Um Dreiga
- El Aargub
- Imilili